# István Pásztor (politik)
István Pásztor (v srbské cyrilici Иштван Пастор; 20. srpna 1956, Novi Kneževac – 30. října 2023) byl politik maďarské národnosti původem z Vojvodiny (Srbsko). Byl předsedou Strany vojvodinských Maďarů a od roku 2012 také i parlamentu AO Vojvodina.
Vystudoval právnickou fakultu Univerzity v Novém Sadu. V letech 1999–2003 byl federálním poslancem. V roce 2008 kandidoval v prezidentských volbách, avšak v prvním kole propadl (získal 93 039 hlasů – 2,23 %). V druhém kole voleb podpořil kandidáta Demokratické strany Borise Tadiće.
Poté byl předsedou Maďarské koalice, která sdružovala několik maďarských stran. Kandidoval také na úřad srbského prezidenta i v roce 2012, kde získal v prvním kole 1,62 % hlasů. 21. června 2012 byl zvolen za předsedu parlamentu (skupštiny) AO Vojvodina v Novém Sadu. V této funkci vystřídal Sándora Ergesiho, který byl původem ze stejné strany, jako je Pásztor.